# Lliberada Ferrarons i Vives
Lliberada Ferrarons i Vives (Olot, 19 de abril de 1803 - 21 de junio de 1842) fue una trabajadora textil catalana, que tuvo visiones y experiencias místicas durante una larga enfermedad que la tuvo trece años a la cama. Ha sido proclamada venerable por la Iglesia católica y está en marcha su proceso de beatificación.

## Biografía
Lliberada nació en una familia pobre, quinta de los ocho hijos de Joan Ferrarons i Trias y Teresa Vives i Coll, y fue bautizada como Lliberada Margarida Rosa. Vivían en la calle de Sant Miquel de Olot. El 1816 murió el padre y Lliberada, que por la muerte de los hermanos era la más grande, empezó a trabajar, puesto que la familia no tenía otros recursos. Fue bobinadora en una fábrica de tejidos de Sant Joan les Fonts, Roure, Fontcoberta i Batlló, donde se desplazaba diariamente a pie, trabajando entre doce y catorce horas el día. 
En 1820, trabajó en la fábrica de Doménec Jou, ya en Olot, como devanadora y en trabajos de manipulación de algodón, y desde 1823, en la fábrica de Antoni Carbó. Entonces ya había empezado a estar enferma y tuvo algunas facilidades de horario por esta causa; tenía un quiste hidatíco que le provocaba complicaciones en los sistemas circulatorio, digestivo y respiratorio. En mayo de 1829, la enfermedad se agravó y el año siguiente se tuvo que encamar de manera definitiva hasta el día de su muerte, trece años más tarde. 
Muy devota, se había hecho terciaria de la Tercera Orden Carmelita y tuvo por último director espiritual a Joaquim Masmitjà i de Puig. Según sus biógrafos, durante los años de enfermedad tuvo visiones sobrenaturales y asistió, en espíritu, a varias manifestaciones litúrgicas celebradas en Olot, Madrid y Roma, las cuales describió ante la admiración de todo el mundo. Murió el 21 de junio de 1842, en la casa del número 11 de la calle de Sant Bernat, donde vivía desde el 1839.

## Veneración

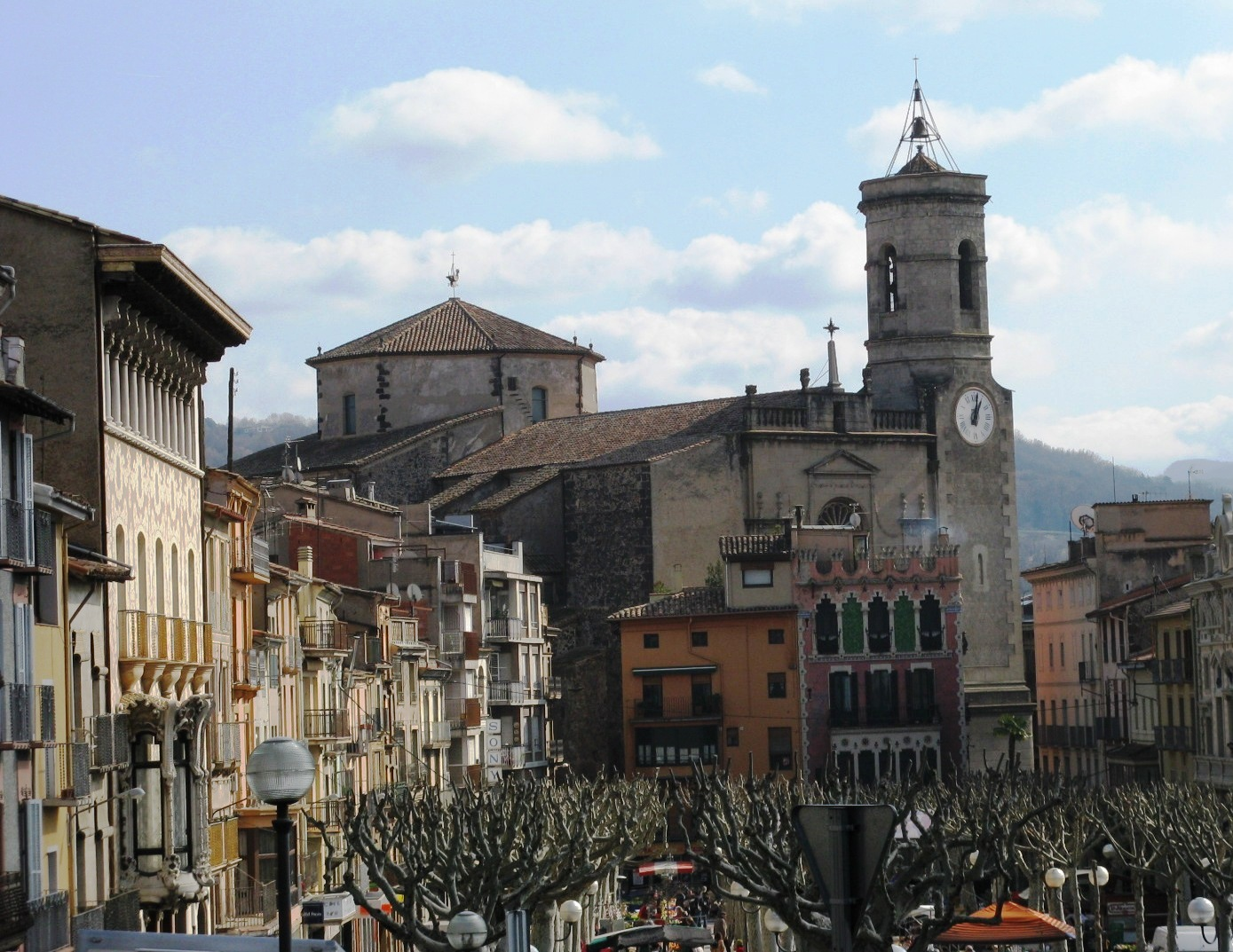
Olot, con San Esteban donde es enterrada la venerable.

La fama de santidad con que murió motivó que pocos meses después de su muerte se recopilaran ya toda una serie de notas y documentos biográficos y testimoniales, que fueron enviados a Roma para estudiar la posible causa de beatificación. El rector de San Esteban de Olot, Esteve Ferrer, se refirió a ella como sierva de Dios ya en 1898, cuando se erigió una lápida en honor suyo. El 1942 se celebraron en Olot varios actos religiosos en conmemoración del centenario de su muerte que comportaron incoar el proceso canónico de beatificación. 
El 19 de junio de 1966, y después de las oportunas pruebas testimoniales y de verificación de autenticidad, sus restos fueron trasladados en procesión a la iglesia parroquial de San Esteban de Olot desde el cementerio. El proceso diocesano de beatificación y canonización se dio por acabado el 1973, y se envió la correspondiente documentación a la Sagrada Congregación para la Causa de los Santos. El 22 de diciembre de 2008, Benedicto XVI  reconoció las virtudes heroicas y fue declarada venerable.